# Kebandungan (Bodeh)
Kebandungan is een bestuurslaag in het regentschap Pemalang van de provincie Midden-Java, Indonesië. Kebandungan telt 1931 inwoners (volkstelling 2010).